# Bracon bilineatus
Bracon bilineatus är en stekelart som beskrevs av Szepligeti 1913. Bracon bilineatus ingår i släktet Bracon och familjen bracksteklar. Inga underarter finns listade.